# Strijd om Bornholm (1259)

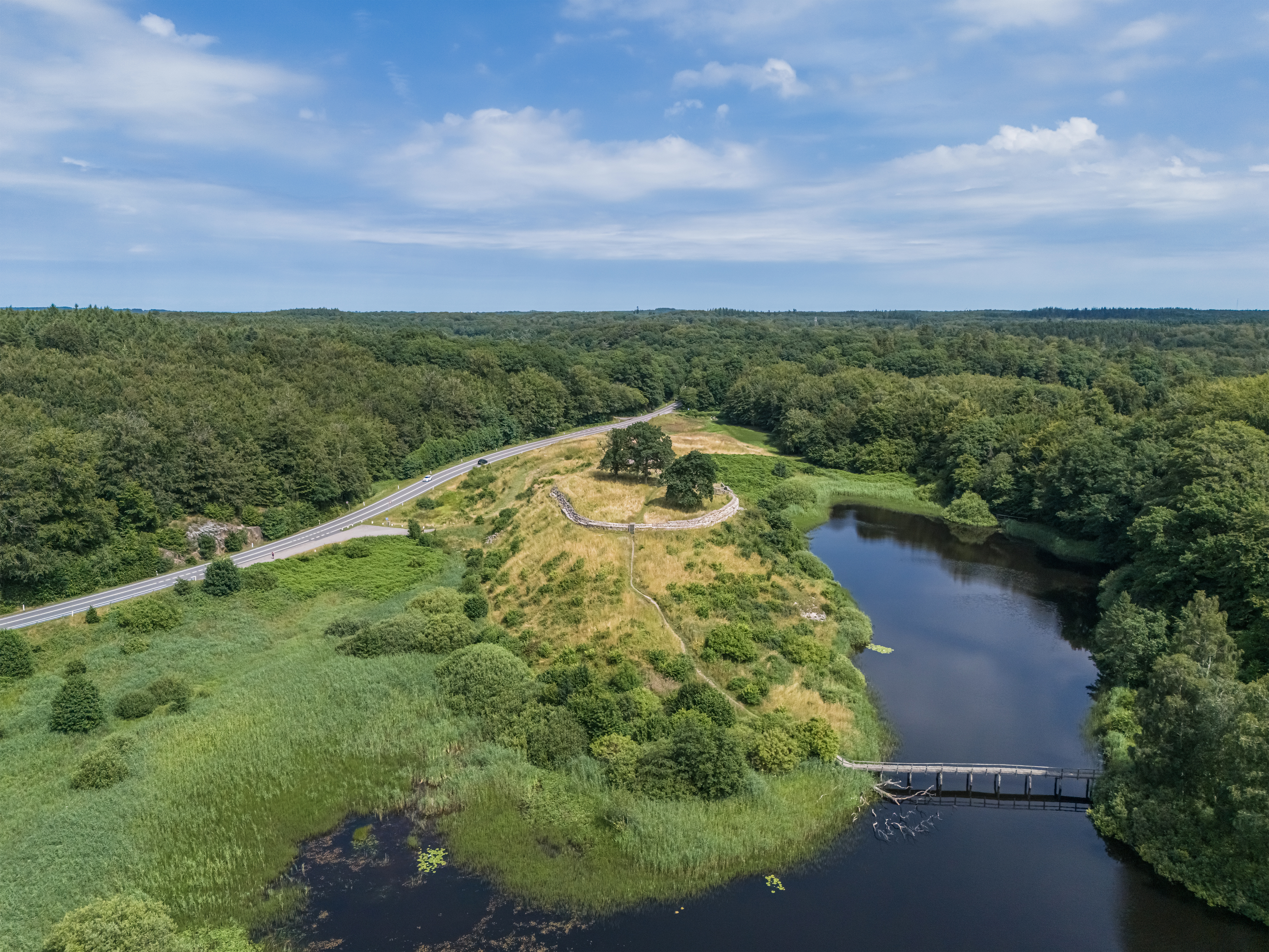
Lilleborg

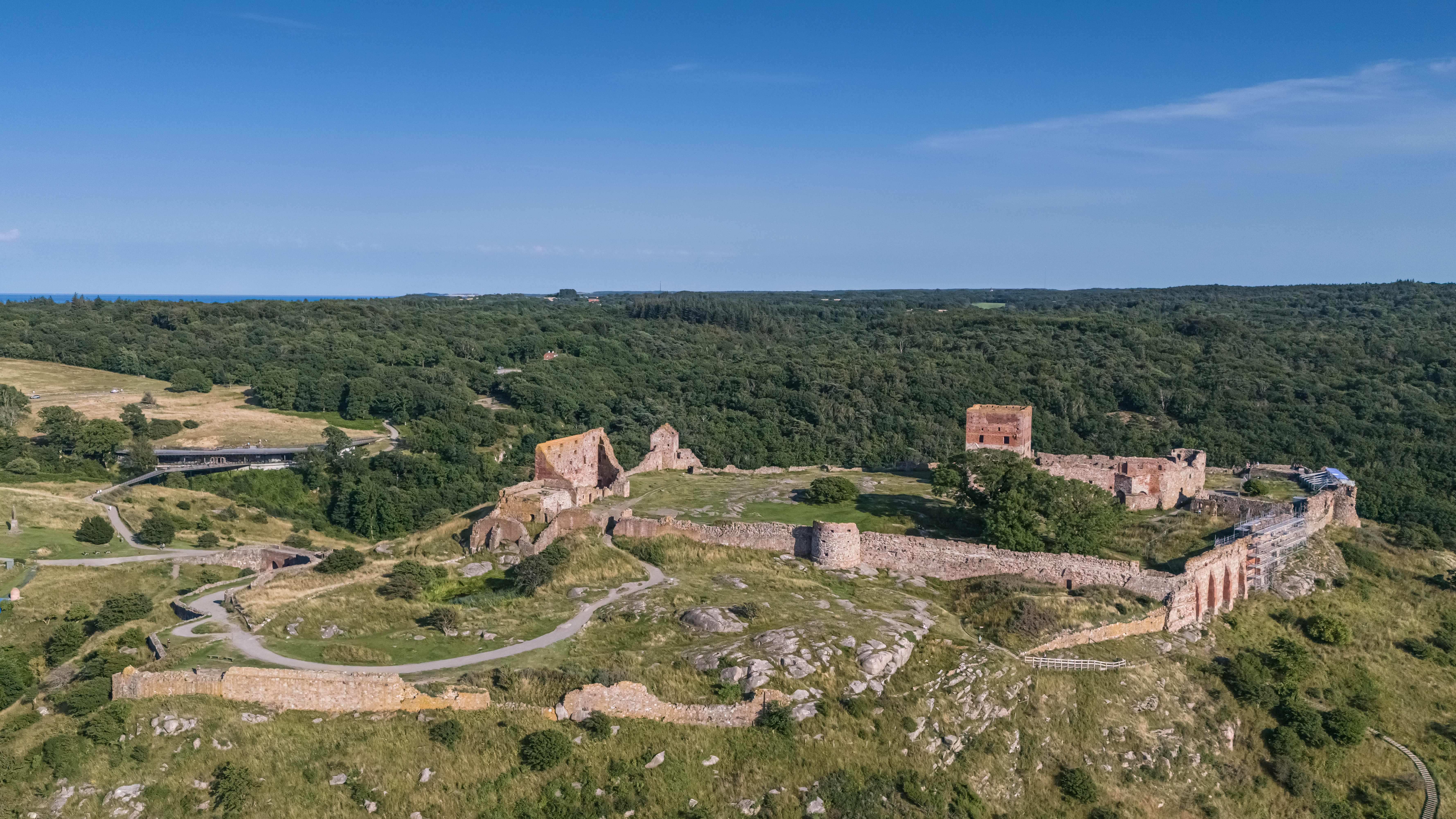
Hammershus

De strijd om Bornholm van 1259 betrof een gewelddadig conflict op het eiland Bornholm tussen twee partijen: koning Christoffel I van Denemarken enerzijds en aartsbisschop Jakob Erlandsen anderzijds.
Halverwege de dertiende eeuw heerste er een hevige strijd tussen de aartsbisschop van Lund en koning Christoffel I van Denemarken (zoon van Waldemar II van Denemarken). Koning Christoffel arresteerde in 1259 aartsbisschop Jakob Erlandsen. Datzelfde jaar nog wist Anders Erlandsen, de broer van de aartsbisschop, Prins Jaromar van Rügen achter zich te scharen en werd Lilleborg veroverd, en door brand verwoest.
Er zijn van deze periode munten gevonden in de directe omgeving welke aantonen dat ook na de verwoesting het kasteel nog bewoond was. Het is echter niet duidelijk of het gedeeltelijk herbouwd is geweest.
Na de verwoesting van Lilleborg werd Bornholm bestuurd door het bisdom Lund vanaf het kasteel Hammershus. Vijf jaar na de vernietiging, werd de aartsbisschop veroordeeld door paus Urbanus IV "voor het zenden van een leger, het doden van ongeveer 200 van de mannen van de koning, en voor het feit dat zijn kasteel volledig was verwoest".
Tijdens een archeologisch onderzoek in de 20e eeuw, zijn resten van verbrand hout gevonden wat getuigt van gewelddadige ondergang van het kasteel Lilleborg.